# 日本バイリーン
日本バイリーン株式会社（にほんバイリーン 英: Japan Vilene Company, Ltd.）は、東京都中央区に本社を置く繊維メーカー。

## 概要
国内不織布のトップメーカーであり、不織布の技術をベースに幅広い製品・事業領域で展開している。不織布業界で世界最大手のフロイデンベルグが親会社。
1960年、フロイデンベルグと大日本インキ製造（現・DIC）、東レの三社合弁で設立された。フロイデンベルグが不織布技術、大日本インキ製造が経営サポートと化学製品、東レが原料のファイバーを供給するという関係であった。
1970年、東京証券取引所第二部に上場。1984年には第一部に指定替えとなった。
2009年、当時2位の大株主（議決権割合23.04%）であったDICが保有株式売却の意向を表明。2010年1月に自己株式公開買付けに応募する形で、DICは主要株主から外れ、以後はフロイデンベルグと東レが主要株主となった。
2010年、シリカナノファイバー細胞培養基材を共同開発。
2011年12月、本社移転（東京都中央区）
2013年8月、株式会社忍足研究所買収。
2015年8月、日本バイリーンを株主比率フロイデンベルグ75%・東レ25%の非公開会社とすべく、FTホールディングス（フロイデンベルグが設立、設立後に東レも25%出資）による株式公開買付けが開始され、同年9月にフロイデンベルグが親会社となった。
2015年12月、東京証券取引所市場第一部上場廃止。FTホールディングス株式会社、フロイデンベルグ エスイー、東レ株式会社の3社による子会社化。
2016年4月、フロイデンベルグエスイー社が75%、東レ株式会社が25%の株式を保有する2社の合弁会社となる。
2018年4月、ハンス グラス ゲーエムベーハ買収（ドイツ）

## 沿革
- 1960年6月 - 設立。
- 1961年10月 - 滋賀工場開設。
- 1970年5月 - 東京証券取引所第二部上場。
- 1972年7月 - 東京工場開設。
- 1984年3月 - 東京証券取引所第一部に指定替え。
- 2010年1月 - 設立以来の大株主であったDICが保有株式を売却。
- 2015年9月 - フロイデンベルグが子会社のFTホールディングス保有分を含め82%の株式を取得し、親会社となる。
- 2015年12月 - 上場廃止。株式併合により、フロイデンベルグ、FTホールディングス、東レのみが株主となる。
- 2016年4月 - フロイデンベルグエスイー社が75％、東レ株式会社が25%の株式を保有する2社の合弁会社となる。

## 事業所
- 本社 - 東京都中央区築地五丁目6番4号　浜離宮三井ビルディング
- 大阪支店 - 大阪市中央区久太郎町三丁目5番19号　大阪ディーアイシービル
- 名古屋支店 - 名古屋市中区栄二丁目2番12号 NUP伏見ビル
- 滋賀工場 - 滋賀県守山市勝部四丁目1番11号
- 東京工場・研究所 - 茨城県古河市北利根7番地 （北利根工業団地）
- 九州出張所 - 福岡市博多区博多駅前三丁目13番1号 林英ビル303号室
- 福山出張所 - 広島県福山市駅家町近田606番-6号 ピクトビル202号

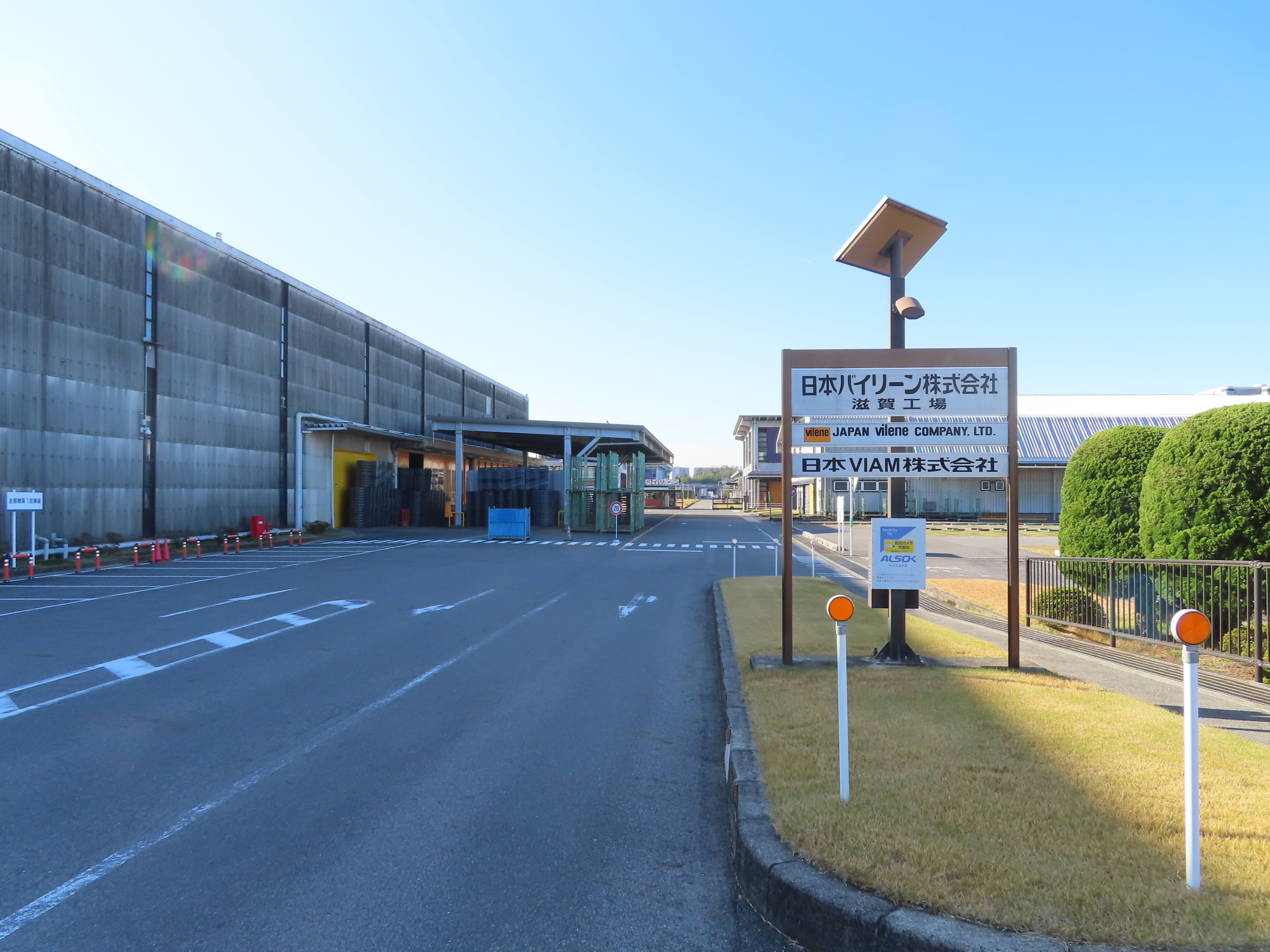
滋賀工場

## 連結子会社
- 株式会社忍足研究所
- 小山化学株式会社
- 日本VIAM株式会社
- バイリーンクリエイト株式会社
- パシフィック技研株式会社
- ブイアイエス株式会社
- キュムラス株式会社
- バイアム ホールディング インコーポレーテッド（米国）
- バイアム マニファクチュアリング インコーポレーテッド（米国）
- バイキャム　インコーポレーテッド（米国）
- バイテック マニファクチュアリング インコーポレーテッド（米国）
- バイテック マニファクチュアリング リミテッドパートナーシップ（米国）
- バイアム マニファクチュアリング メキシコ ソシエダ　アノニマデ　カピタル　バリアブレ（メキシコ）
- 天津バイアム オートモーティブ プロダクツ カンパニーリミテッド（中国）
- バイアム マニファクチュアリング （タイランド） カンパニーリミテッド（タイ）